# Ljoedmila Titova
Ljoedmila Jevgenjevna Titova (Russisch: Людмила Евгеньевна Титова) (Tsjita (Sovjet-Unie), 26 maart 1946) is een Russisch voormalig schaatsster.
Titova nam tijdens haar internationale schaatscarrière deel aan zestien kampioenschappen, driemaal aan de Europese kampioenschappen, zesmaal aan de wereldkampioenschappen allround, viermaal aan de wereldkampioenschappen sprint en driemaal aan de Olympische Winterspelen (in 1968, 1972 en 1976).
Haar debuut maakte ze op negentienjarige leeftijd in 1966 op het WK allround op de ijsbaan van Trondheim, waar ze er niet in slaagde om zich te plaatsen voor de laatste afstand. Wel werd ze tweede op de 500 meter achter haar landgenoot Irina Jegorova. Het seizoen dat volgde nam ze geen deel aan de competitie om zich volledig te richten op haar examens aan het Moskou Vliegeniers Instituut.
In 1968 ging Titova als allroundkampioene van de Sovjet-Unie naar het WK allround in Helsinki. Op de ijsbaan van Helsinki werd ze eerste op de 500 en 1000 meter en eindigde ze op de zesde plaats in het eindklassement. Twee weken hierna werd ze op de Winterspelen van Grenoble olympisch kampioene op de 500 meter en pakte ze het zilver op de dubbele afstand. Op de 1000 meter eindigde ze met 1.32,9 slechts 0,3 seconden achter de Nederlandse Carry Geijssen.
De wereldkampioenschappen Sprint werden voor het eerst georganiseerd in 1970 in West Allis, een voorstad van Milwaukee. Titova won op dit kampioenschap beide 500 meters en legde daarmee de basis voor de eindoverwinning, waarmee ze de eerste wereldkampioene sprint werd.
Hoewel Titova de 3000 meter saai vond, kon de Russische een redelijk tot goed allround klassement rijden, mede door haar uitslagen op de korte afstanden. In 1971 werd ze voor het oog van haar landgenoten in Sint-Petersburg tweede op het EK allround en derde op het WK allround in Helsinki.
In 1972 belandde Titova, door een slechte afsluitende 3000 meter, net naast het podium op het EK allround in Inzell. Op de Winterspelen in Sapporo kreeg ze wel een medaille omgehangen. Op de 500 meter werd ze derde achter haar zilveren landgenote Vera Krasnova en de olympisch kampioene Anne Henning. Twee dagen later belandde ze weer net naast het podium. Op de 1000 meter werd de Russin met 1.31,85 vierde en kwam ze 0,23 seconden te kort voor het brons en 0,45 seconden om Monika Pflug van het goud af te houden. Later dat jaar werd Titova in Eskilstuna op het WK sprint derde en zesde op het WK allround in Heerenveen. Aan haar zes deelnames aan het WK allround hield ze in totaal zeven afstandsmedailles over (4-2-1).
Titova nam nog deel aan het WK sprint van 1975 in Göteborg en de Winterspelen van 1976 in Innsbruck, maar grote successen leverde het niet meer op.
Samen met twee andere vrouwelijke afgestudeerden van het vliegeniersinstituut deed Titova, op bijna vijftigjarige leeftijd, mee met een ski-expeditie. Op 11 januari 1996 bereikte de expeditie de geografische zuidpool.

## Records

### Persoonlijk records
| Afstand    | Tijd    | Datum           | Baan   |
| ---------- | ------- | --------------- | ------ |
| 500 meter  | 42,35   | 29 maart 1975   | Medeo  |
| 1000 meter | 1.24,31 | 16 maart 1976   | Medeo  |
| 1500 meter | 2.14,77 | 21 maart 1975   | Medeo  |
| 3000 meter | 5.01,89 | 16 januari 1972 | Inzell |

### Wereldrecords
| Nr. | Afstand    | Tijd   | Datum            | Baan   |
| --- | ---------- | ------ | ---------------- | ------ |
| 1   | 1000 meter | 1.29,5 | 9 januari 1970   | Medeo  |
| 2   | 1000 meter | 1.29,0 | 20 februari 1971 | Inzell |
| 3   | 1000 meter | 1.27,7 | 21 februari 1971 | Inzell |

#### Wereldrecords laaglandbaan (officieus)
| Nr. | Afstand   | Tijd  | Datum            | Baan       |
| --- | --------- | ----- | ---------------- | ---------- |
| 1.  | 500 meter | 44,58 | 21 februari 1970 | West Allis |

## Resultaten
| Jaar | EK Allround | WK Allround | WK Sprint | Olympische Spelen       |
| ---- | ----------- | ----------- | --------- | ----------------------- |
| 1966 |             | NC18        |           |                         |
| 1967 |             |             |           |                         |
| 1968 |             | 6e          |           | 500m · 1000m · 7e 1500m |
| 1969 |             | 8e          |           |                         |
| 1970 | 9e          | 13e         | Goud      |                         |
| 1971 | Zilver      | Brons       | 21e       |                         |
| 1972 | 4e          | 6e          | Brons     | 500m · 4e 1000m         |
| 1973 |             |             |           |                         |
| 1974 |             |             |           |                         |
| 1975 |             |             | DQ1       |                         |
| 1976 |             |             |           | 7e 1000m                |

### Medaillespiegel
| Kampioenschap     | Goud · | Zilver · | Brons · |
| ----------------- | ------ | -------- | ------- |
| EK Allround       | 0      | 1        | 0       |
| WK Allround       | 1      | 1        | 1       |
| WK Sprint         | 0      | 0        | 1       |
| Olympische Spelen | 1      | 0        | 1       |

1960: Helga Haase ·
1964: Lidia Skoblikova ·
1968: Ljoedmila Titova ·
1972: Anne Henning ·
1976: Sheila Young ·
1980: Karin Enke ·
1984: Christa Rothenburger ·
1988: Bonnie Blair ·
1992: Bonnie Blair ·
1994: Bonnie Blair ·
1998: Catriona Le May-Doan ·
2002: Catriona Le May-Doan ·
2006: Svetlana Zjoerova ·
2010: Lee Sang-hwa ·
2014: Lee Sang-hwa ·
2018: Nao Kodaira ·
2022: Erin Jackson